# Leppin (Lindetal)
Leppin ist ein Ortsteil der Gemeinde Lindetal im Landkreis Mecklenburgische Seenplatte in Mecklenburg-Vorpommern.

## Geografie
Der Ort liegt 14 Kilometer südöstlich von Neubrandenburg. Zur Gemarkung Leppin zählt eine Fläche von 1219 Hektar. Die Nachbarorte sind Cölpin im Norden, Neu Käbelich im Nordosten, Alt Käbelich im Osten, Petersdorf und Plath im Südosten, Köllershof im Süden, Ballin und Rosenhagen im Südwesten sowie Dewitz und Marienhof im Nordwesten.

## Geschichte
Leppin wurde 1298 erstmals erwähnt (Ort der Lepa = schön). Teile des Ortes gehörte dem Kloster Wanzka sowie dem Landesherrn. Das Gut war u. a. im Besitz der Familien von Genzkow (17. Jahrhundert) und Oertzen (Adelsgeschlecht) (1705–1927). Das Gutshaus wurde nach 1755 erbaut. Um- und Flügelbauten entstanden um 1850 nach Plänen von Friedrich Wilhelm Buttel im Tudorstil. Es war von 1952 bis 1990 Berufsschule und Internat, heute (2015) Büro- und Wohnhaus. Die Kirche stammt aus der Zeit um 1300 und wurde nach dem großen Dorfbrand 1775 erneuert. Der Turm entstand 1843 nach Plänen von Friedrich Wilhelm Buttel.

## Sehenswürdigkeiten
- Kirche Leppin
- Herrenhaus Leppin aus dem 18. Jahrhundert[6]

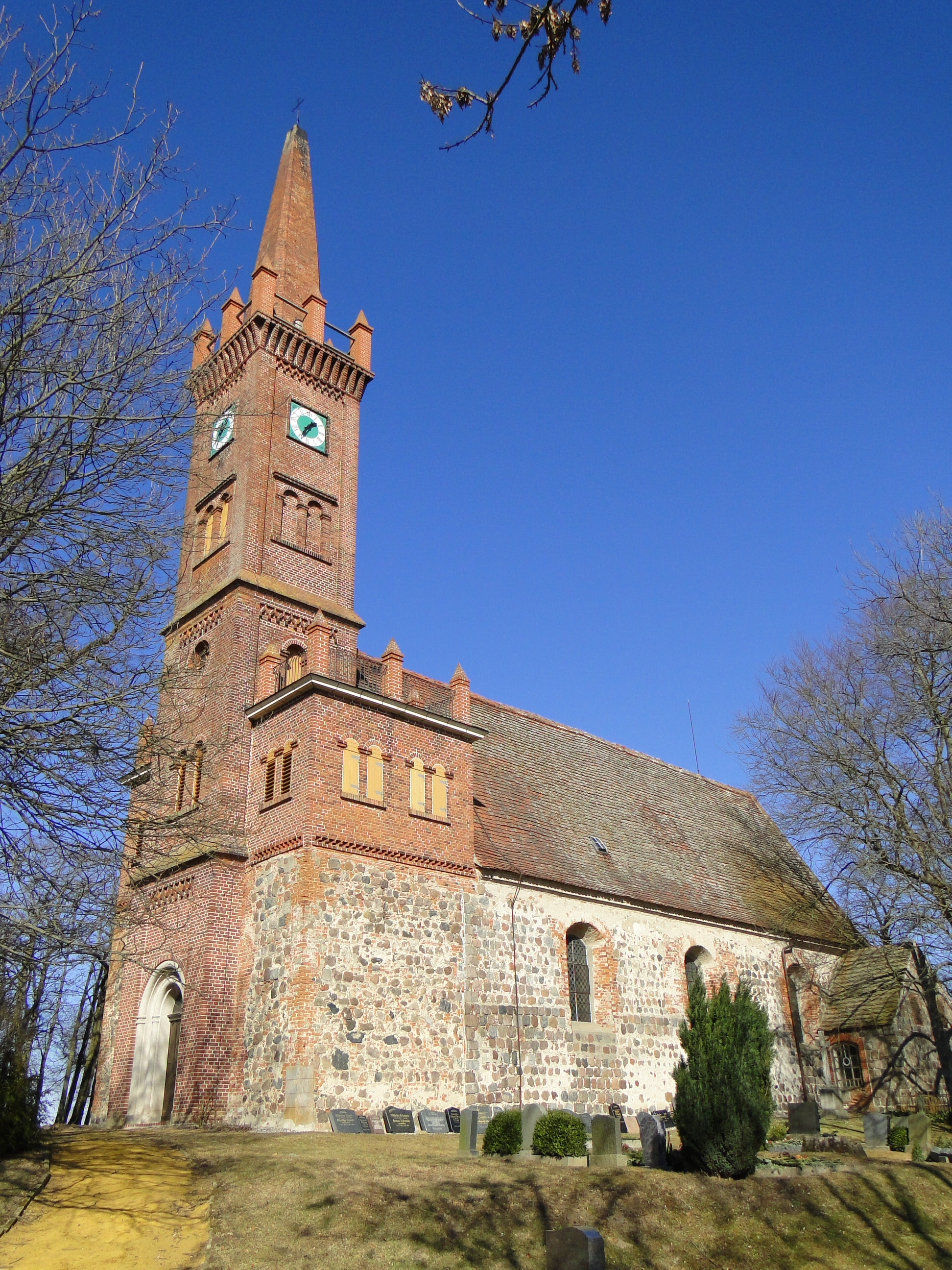
Dorfkirche Leppin
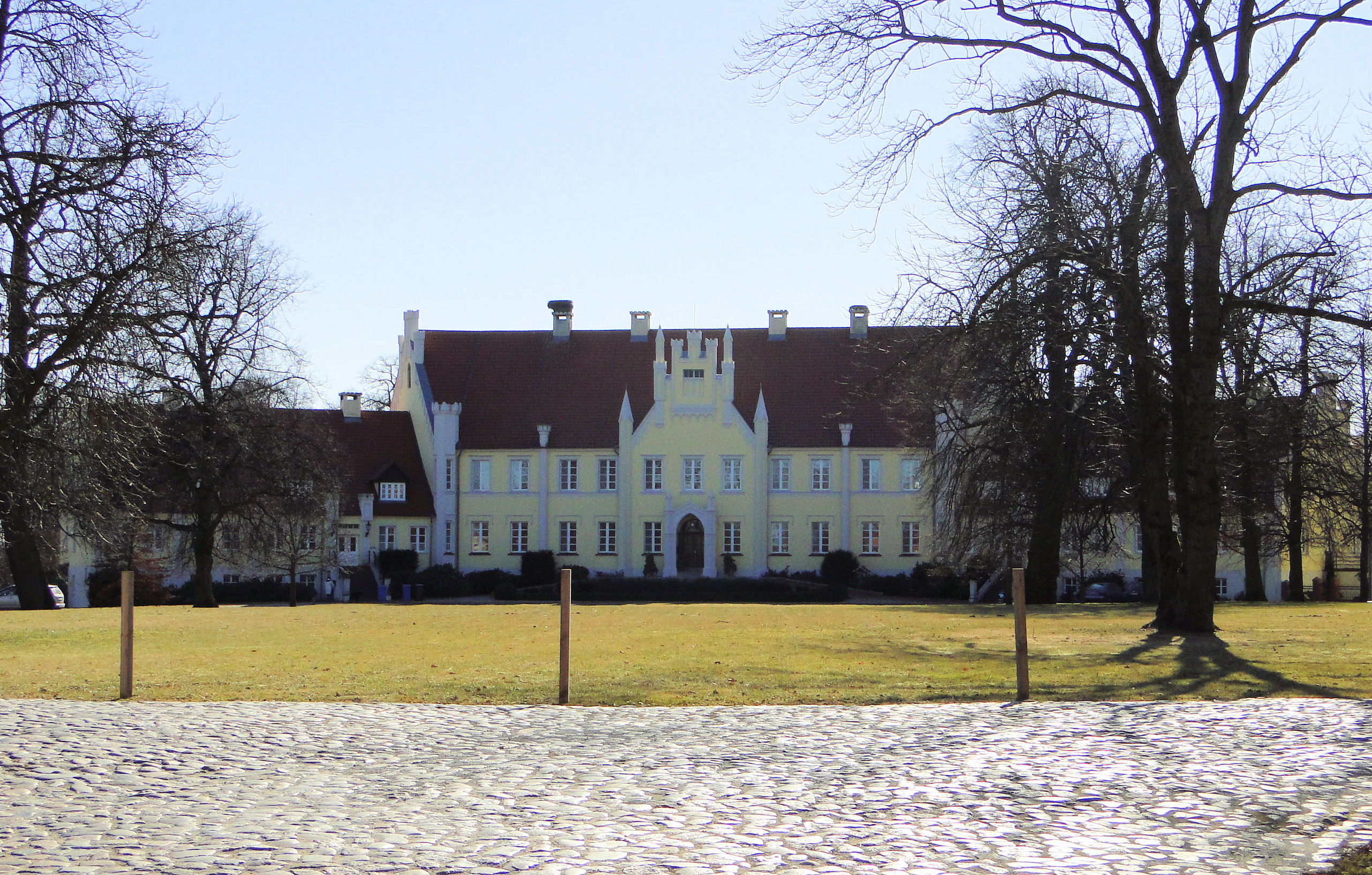
Gutshaus Leppin

→ Siehe auch Liste der Baudenkmale in Lindetal

## Persönlichkeiten
- Jasper von Oertzen (1801–1874), von 1858 bis 1869 Staatsminister (Ministerpräsident) von Mecklenburg-Schwerin, erwarb 1836 Leppin und wurde hier begraben
- Jasper von Oertzen (1833–1893), Leiter der Hamburger Stadtmission, in Leppin aufgewachsen und hier begraben